# Guy (Arkansas)
Guy – miasto w Stanach Zjednoczonych, w stanie Arkansas, w hrabstwie Faulkner.